# Ceolwulf (roi de Northumbrie)
Pour les articles homonymes, voir Ceolwulf.
Ceolwulf (mort le 15 janvier 765) est roi de Northumbrie de 729 à 737, excepté pendant une courte période de 731 à 732.

## Biographie
Fils d'un certain Cuthwine, Ceolwulf est le frère de Cenred, qui règne sur la Northumbrie de 716 à 718.
Adopté comme héritier par Osric, le successeur de Cenred, il monte sur le trône à sa mort. C'est à lui que le moine Bède le Vénérable dédie son Histoire ecclésiastique du peuple anglais. Il est déposé et tonsuré en 731, mais reprend le pouvoir peu après.
Il abdique en 737 et se fait moine à Lindisfarne. Son cousin germain Eadberht lui succède. À sa mort, le 15 janvier 765, il est inhumé auprès de Cuthbert et ne tarde pas à être lui aussi vénéré comme saint. Il est fêté le 15 janvier, anniversaire de sa mort. Lorsque les attaques vikings contraignent les moines à la fuite, au IXe siècle, ses reliques sont emportées à Norham, puis à Durham.